# Nglopang
Nglopang is een bestuurslaag in het regentschap Magetan van de provincie Oost-Java, Indonesië. Nglopang telt 1814 inwoners (volkstelling 2010).